# Daisuke Suzuki
Daisuke Suzuki (japanisch 鈴木 大輔, Suzuki Daisuke; * 29. Januar 1990 in der Präfektur Tokio) ist ein japanischer Fußballspieler.

## Karriere

### Verein
Daisuke Suzuki begann das Fußballspielen bei Nakayoshi SS (Nakayoshi Sports Shōnendan), einer Grundschulmannschaft in Kanazawa. Danach spielte er bei mehreren Jugendteams, unter anderem bei Nakayoshi SS, der Jugendmannschaft von Teihens FC in Hakusan und an seiner Seiryō-Oberschule in Kanazawa, die sich in den 2000er Jahren jedes Jahr für das nationale Oberschulturnier qualifizieren konnte. 2008 wechselte er dann zu Albirex Niigata nach Niigata. Sein Debüt für Albirex Niigata gab Suzuki in der Saison 2010. Am 1. Mai stand er gegen  Vissel Kobe beim 2:1-Sieg auf dem Spielfeld. Bis 2012 absolvierte er 57 Spiele für Albirex Niigata. 2013 wechselte er nach Kashiwa zum Erstligisten Kashiwa Reysol. Für Kashiwa absolvierte er 89 Spiele in der J1 League und schoss dabei sieben Tore. Nach Europa wechselte er 2016. Hier unterschrieb er in Spanien einen Vertrag beim Gimnàstic de Tarragona in der katalanischen Stadt Tarragona. Für Gimnàstic de Tarragona spielte er bis Mitte 2018. Nach 69 Spielen wurde sein Vertrag nicht verlängert. Von Juli 2018 bis September 2018 war er vertrags- und vereinslos. Im September nahm ihn sein ehemaliger Verein Kashiwa Reysol bis Ende des Jahres unter Vertrag. 2019 unterschrieb er einen Vertrag beim Erstligisten Urawa Red Diamonds. Der Verein ist in Urawa, einem Stadtbezirk der Stadt Saitama, beheimatet. Hier stand er bis Ende 2020 unter Vertrag und absolvierte dabei 20 Spiele. Im Januar 2021 unterschrieb er einen Vertrag beim Zweitligisten JEF United Ichihara Chiba.

### Nationalmannschaft
2012 stand er im Kader für die Olympischen Spiele und kam in allen sechs Spielen zum Einsatz. Im Spiel um Platz 3 unterlag die Mannschaft Südkorea mit 0:2. Neunmal spielte er für die U-23-Nationalmannschaft. Von 2013 bis 2014 spielte er zweimal in der japanischen Fußballnationalmannschaft. Sein Länderspieldebüt gab er am 25. Juli 2013 in einem Freundschaftsspiel gegen Australien im Hwaseong-Stadion in Hwaseong.

## Erfolge
Gimnàstic de Tarragona
- Copa Catalunya

Sieger: 2016/2017
Urawa Red Diamonds
- Japanischer Fußball-Supercup

Finale: 2019
- AFC Champions League

Finale: 2019
Kashiwa Reysol
- Japanischer Fußball-Supercup

Finale: 2013
- Copa Suruga Bank

Sieger: 2014